# Elektromagnetisches Einheitensystem
Das elektromagnetische Einheitensystem (emE, englisch EMU für electromagnetic units) ist ein physikalisches Einheitensystem, das auf dem CGS-System der Mechanik aufbaut und dieses um elektromagnetische Einheiten ergänzt. Das Gaußsche Einheitensystem basiert in Teilen auf diesem System.

## Definition
Im elektromagnetischen Einheitensystem ist das  ampèresche Kraftgesetz für parallele Leiter so definiert, dass in der Formel
{\displaystyle F=2k{\frac {I_{1}I_{2}\ell }{d}}}
die Proportionalitätskonstante k einfach die Zahl Eins ist. Die elektromagnetische Einheit (e.m.u.) des Stroms ist somit definiert als der Strom, der durch zwei parallele Leiter im Abstand d = 1 cm fließt, wenn sie pro Leiterstück der Länge ℓ = 1 cm eine Kraft von 2 dyn aufeinander ausüben. Diese Einheit der Stromstärke, Abampere oder Biot genannt, ist somit:
{\displaystyle \mathrm {1\;abA=1\;{\sqrt {dyn}}=1\;cm^{1/2}\,g^{1/2}\,s^{-1}} \,}.
Davon lassen sich die anderen elektromagnetischen Einheiten dieses Systems ableiten.

## Bedeutung
Das elektromagnetische Einheitensystem in seiner Reinform wird heute nicht mehr verwendet, aber das Gaußsche Einheitensystem, das verbreitetste CGS-System, hat einen Teil davon übernommen, insbesondere die Maßeinheiten Gauß und Oersted zur Beschreibung von Magnetfeldern, die auch heute noch in Gebrauch sind.
Es wurde 1874 von William Thomson, James Clerk Maxwell und anderen entwickelt und von der British Association for the Advancement of Science (BAAS) übernommen. 1881 definierte der Internationale Elektrizitätskongress die Einheiten Volt, Ampere und Ohm basierend auf den  elektromagnetische Einheiten (e.m.u.) mit der Definition 1 V = 108 e.m.u., 1 A = 10−1 e.m.u. und 1 Ω = 109 e.m.u., um Einheiten in „handlicher“ Größenordnung zu erhalten. Dies erwies sich als eine sehr glückliche Wahl, denn daraus folgte 1 V·1 A = 107 erg/s. Da 107 erg gerade einem Joule entsprechen, konnten die so definierten Einheiten 1939 problemlos in das MKSA-System übernommen werden.
Die Definition des Ampere über das ampèresche Kraftgesetz galt bis zur Revision des Internationalen Einheitensystems im Jahr 2019.

## Vergleich mit anderen Einheitensystemen
| Größe                              | Größe | SI-Einheit  | SI-Einheit | Konversion in CGS-Einheiten | Konversion in CGS-Einheiten | Konversion in CGS-Einheiten | Konversion in CGS-Einheiten | Konversion in CGS-Einheiten | Konversion in CGS-Einheiten | in Basiseinheiten | in Basiseinheiten |
| Größe                              | Größe | SI-Einheit  | SI-Einheit | esE                         | esE                         | Gauß                        | Gauß                        | emE                         | emE                         | SI                | Gauß              |
| ---------------------------------- | ----- | ----------- | ---------- | --------------------------- | --------------------------- | --------------------------- | --------------------------- | --------------------------- | --------------------------- | ----------------- | ----------------- |
| elektr. Ladung                     | Q     | Coulomb (C) | = A·s      | 3·109                       | 3·109                       | statC (Fr)                  | statC (Fr)                  | 10−1                        | abC                         | A·s               | g1/2·cm3/2·s−1    |
| elektr. Stromstärke                | I     | Ampere (A)  | = C/s      | 3·109                       | 3·109                       | statA                       | statA                       | 10−1                        | abA (Bi)                    | A                 | g1/2·cm3/2·s−2    |
| elektr. Spannung                   | U     | Volt (V)    | = W/A      | 1⁄3·10−2                    | 1⁄3·10−2                    | statV                       | statV                       | 108                         | abV                         | kg·m2·s−3·A−1     | g1/2·cm1/2·s−1    |
| elektr. Feldstärke                 | E     | V/m         | = N/C      | 1⁄3·10−4                    | 1⁄3·10−4                    | statV/cm                    | statV/cm                    | 106                         | abV/cm                      | kg·m·s−3·A−1      | g1/2·cm−1/2·s−1   |
| elektr. Flussdichte                | D     | C/m2        | C/m2       | 4π·3·105                    | 4π·3·105                    | statC/cm2                   | statC/cm2                   | 4π·10−5                     | abC/cm2                     | A·s·m−2           | g1/2·cm−1/2·s−1   |
| elektr. Polarisation               | P     | C/m2        | C/m2       | 3·105                       | 3·105                       | statC/cm2                   | statC/cm2                   | 10−5                        | abC/cm2                     | A·s·m−2           | g1/2·cm−1/2·s−1   |
| elektr. Dipolmoment                | p     | C·m         | C·m        | 3·1011                      | 3·1011                      | statC·cm                    | statC·cm                    | 101                         | abC·cm                      | A·s·m             | g1/2·cm5/2·s−1    |
| elektr. Widerstand                 | R     | Ohm (Ω)     | = V/A      | 1⁄9·10−11                   | 1⁄9·10−11                   | s/cm                        | s/cm                        | 109                         | abΩ                         | kg·m2·s−3·A−2     | cm−1·s            |
| elektr. Leitwert                   | G     | Siemens (S) | = 1/Ω      | 9·1011                      | 9·1011                      | cm/s                        | cm/s                        | 10−9                        | s/cm                        | kg−1·m−2·s3·A2    | cm·s−1            |
| spezifischer elektr. Widerstand    | ρ     | Ω·m         | Ω·m        | 1⁄9·10−9                    | 1⁄9·10−9                    | s                           | s                           | 1011                        | abΩ·cm                      | kg·m3·s−3·A−2     | s                 |
| elektr. Kapazität                  | C     | Farad (F)   | = C/V      | 9·1011                      | 9·1011                      | cm                          | cm                          | 10−9                        | abF                         | kg−1·m−2·s4·A2    | cm                |
| Induktivität                       | L     | Henry (H)   | = Wb/A     | 1⁄9·10−11                   | 1⁄9·10−11                   | statH                       | statH                       | 109                         | abH (cm)                    | kg·m2·s−2·A−2     | cm−1·s2           |
| magn. Flussdichte                  | B     | Tesla (T)   | = Wb/m2    | 1⁄3·10−6                    | statT                       | 104                         | 104                         | G                           | G                           | kg·s−2·A−1        | g1/2·cm−1/2·s−1   |
| magn. Fluss                        | Φ     | Weber (Wb)  | = V·s      | 1⁄3·10−2                    | statT·cm2                   | 108                         | 108                         | G·cm2 (Mx)                  | G·cm2 (Mx)                  | kg·m2·s−2·A−1     | g1/2·cm3/2·s−1    |
| magn. Feldstärke                   | H     | A/m         | A/m        | 4π·3·107                    | statA/cm                    | 4π·10−3                     | 4π·10−3                     | Oe                          | Oe                          | A·m−1             | g1/2·cm−1/2·s−1   |
| Magnetisierung                     | M     | A/m         | A/m        | 3·107                       | statA/cm                    | 10−3                        | 10−3                        | Oe                          | Oe                          | A·m−1             | g1/2·cm−1/2·s−1   |
| magn. Spannung, magn. Durchflutung | Vm Θ  | Ampere (A)  | Ampere (A) | 4π·3·109                    | statA                       | 4π·10−1                     | 4π·10−1                     | Oe·cm (Gb)                  | Oe·cm (Gb)                  | A                 | g1/2·cm1/2·s−1    |
| magn. Dipolmoment                  | m     | A·m2        | = J/T      | 3·1013                      | statA·cm2                   | 103                         | 103                         | abA·cm2 (= erg/G)           | abA·cm2 (= erg/G)           | m2·A              | g1/2·cm5/2·s−1    |

Die Einheiten des esE und emE unterscheiden sich um den Faktor c bzw. c2, wobei c = 2,998…·1010 cm/s (hier gerundet auf 3·1010) die Lichtgeschwindigkeit ist.